# Kazimierz Szpaczyński
Kazimierz Szpaczyński (ur. 11 marca 1890 w Jarosławiu, zm. 1940) – funkcjonariusz Straży Pożarnej w II Rzeczypospolitej, ofiara zbrodni katyńskiej.

## Życiorys

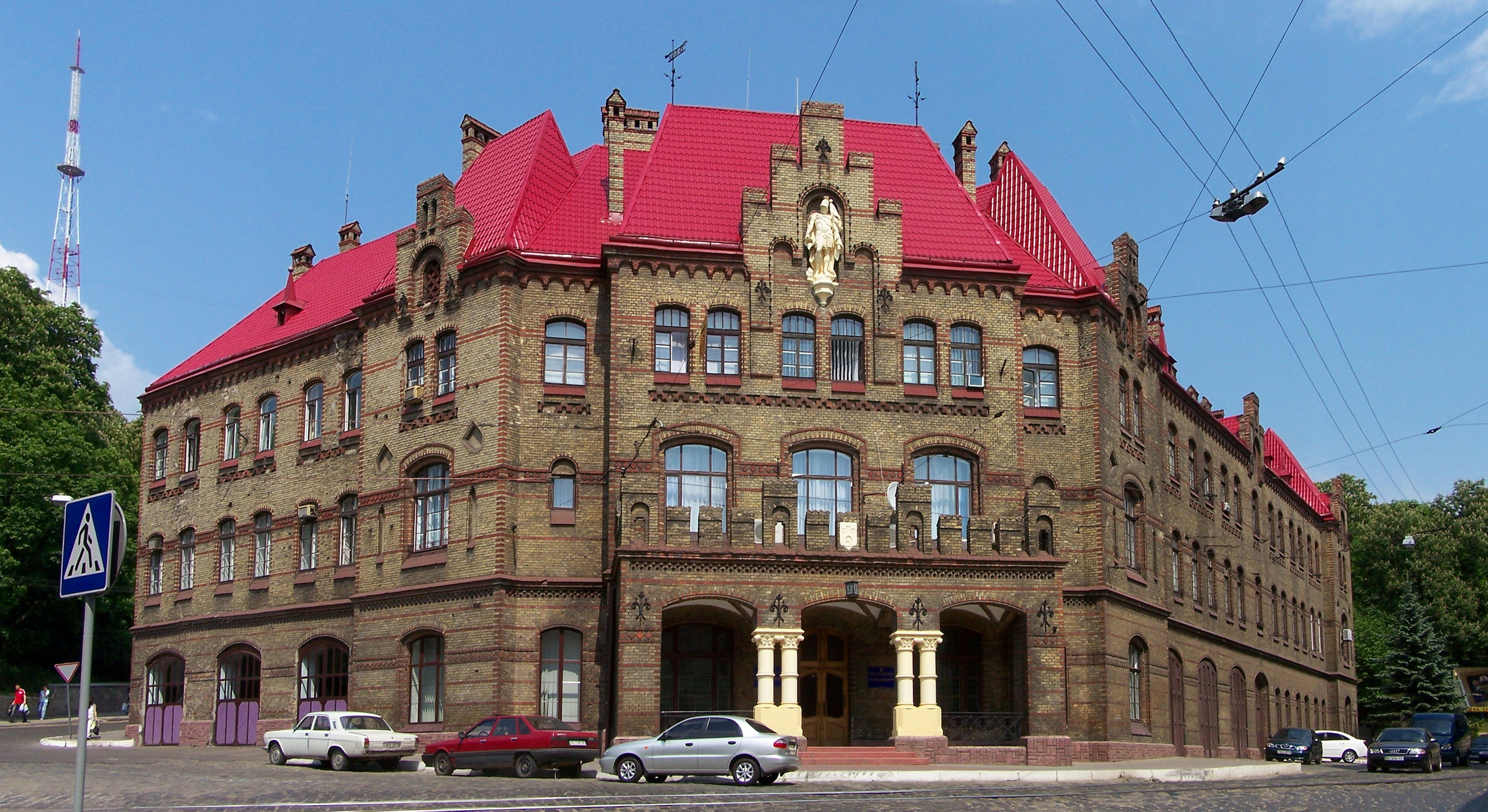
Gmach przy ulicy Podwalnej we Lwowie

Urodził się 11 marca 1890 jako syn Józefa i Barbary. Działał w Polskim Towarzystwie Gimnastycznym „Sokół”. Po ukończeniu Seminarium Nauczycielskiego pracował w ubezpieczalni społecznej. Uczył się w Akademii Handlowej.
Po wybuchu I wojny światowej wstąpił do Legionów Polskich i służył od 1914, zaś następnie wcielony został do c. i k. armii (1915-1918). Podczas wojny służył w straży ogniowej na terenach czeskich. Tam się ożenił i na świat przyszły jego dwoje dzieci.
Po odzyskaniu przez Polskę niepodległości został przyjęty do Wojska Polskiego i od listopada 1918 do lutego 1919 służył jako sierżant w rodzinnym Jarosławiu. Później przydzielony do warsztatów broni nr 1 we Lwowie przy placu Józefa Bema. Odbył kurs rachmistrzów wojskowych. Mianowany podchorążym. 20 maja 1920 został urlopowany bezterminowo ze służby wojskowej. Na stopień podporucznika został mianowany ze starszeństwem z 1 lipca 1925 w korpusie oficerów intendentów rezerwy. Należał do Związku Rezerwistów. Był członkiem Polskiego Czerwonego Krzyża. Od stycznia 1935 był członkiem sądu koleżeńskiego Koła Przyjaciół Związku Strzeleckiego przy Zarządzie Z.S. we Lwowie (stowarzyszenia wspierającego Związek Strzelecki; prezesem KPZS został Zenon Wachlowski, a wiceprezesem Juliusz Petry). Był działaczem oddziału lwowskiego Związku Byłych Ochotników Armii Polskiej.
Został funkcjonariuszem Straży Pożarnej. W latach 30. pełnił funkcję zastępcy komendanta Miejskiej Straży Pożarnej we Lwowie, a następnie objął stanowisko komendanta (naczelnika) Miejskiej Straży Pożarnej we Lwowie. Tę posadę sprawował do końca istnienia II Rzeczypospolitej w 1939.
Kazimierz Spaczyński zamieszkiwał pod adresem ulicy Podwalnej 6 we Lwowie, gdzie mieściła się także siedziba Miejskiej Straży Pożarnej, jego miejsce pracy. Został członkiem sekcji imprez w ramach powołanego 5 października 1936 Obywatelskiego Komitetu Akcji na rzecz Funduszu Obrony Narodowej we Lwowie.
Po wybuchu II wojny światowej, kampanii wrześniowej 1939 i agresji ZSRR na Polskę z 17 września 1939 został aresztowany przez Sowietów w grudniu 1939. Został zatrzymany podczas masowego aresztowania dokonanego w lwowskim Hotelu Bristol, gdzie Kazimierz Szpaczyński jadł obiad ze swoim bratem Stanisławem Szpaczyńskim (który został zwolniony). Był przetrzymywany w więzieniu Brygidki, a rodzina miała wiedzę o jego pobycie tam do marca 1940. Na wiosnę 1940 został zamordowany przez NKWD. Jego nazwisko znalazło się na tzw. Ukraińskiej Liście Katyńskiej opublikowanej w 1994 (został wymieniony na liście wywózkowej 55/3-76 oznaczony numerem 3313). Ofiary tej części zbrodni katyńskiej zostały pochowane na otwartym w 2012 Polskim Cmentarzu Wojennym w Kijowie-Bykowni.
Jego bratem był ppłk inż. Stanisław Szpaczyński (ur. 1882), oficer saperów Wojska Polskiego, który ostatecznie także został aresztowany i również został ofiarą zbrodni katyńskiej na terenach ukraińskich. Kazimierz Szpaczyński podczas I wojny światowej 1 stycznia 1917 ożenił się z Zofią (zm. 1982) z domu Piller (rodzina prowadziła drukarnię), aktorką dramatyczną w Teatrze Lwowskim, której matka Maria Piller (z domu Wisłobocka) również była aktorką teatralną. Kazimierz i Józefa Szpaczyńscy mieli dwoje dzieci, które urodziły się podczas I wojny światowej: córkę Zofię (1917-1918, po wojnie lekarka) i syna Zbigniewa (1918-). Wiosną 1940 członkowie rodziny K. Szpaczyńskiego; żona, córka z mężem Zygmuntem Michałowiczem i teściowa, zostali deportowani przez Sowietów w głąb ZSRR na tereny kazachskie do Semipałatyńska. Stamtąd po wojnie kobiety wróciły do Polski i osiadły w Opolu. Syn Zbigniew, uczeń przedwojennego lwowskiego Korpusu Kadetów Nr 1, podczas II wojny światowej żołnierz Armii Krajowej, po wojnie osiadł w Bytomiu, został inżynierem.

## Odznaczenia
- Złoty Krzyż Zasługi (ok. 1938/1939)[8].
- Odznaka związkowa straży pożarnych (1931)[9]
- Odznaka Strzelecka